# گذرنامه میکرونزیایی
گذرنامهٔ میکرونزیایی یک مدرک سفر بین‌المللی است که توسط کشور میکرونزی صادر می‌شود و بنا بر داده‌های سال ۲۰۲۳، دارندگان آن می‌توانستند به ۱۱۶ کشور دیگر بدون دریافت ویزا سفر کنند یا ویزا را در بدو ورود دریافت نمایند. این گذرنامه بر اساس رتبه‌بندی شاخص گذرنامهٔ هنلی در سال ۲۰۲۳ در رتبهٔ ۴۹ قرار داشت.